# 浄山寺
浄山寺（じょうざんじ）は、埼玉県越谷市にある曹洞宗の寺院。

## 歴史
860年（貞観2年）、慈覚大師円仁によって開山された。当初は天台宗の寺院であり、「慈福寺」と称していた。本尊の地蔵菩薩は円仁自ら彫ったものと伝えられている。
1591年（天正19年）、関東地方の新領主となった徳川家康より、宗派を曹洞宗に改めて「浄山寺」に改称するように命じた。
家康はその際、寺領300石を与えようとしたが、住職は「多すぎる」として辞退した。そこで家康は、懐から懐紙（鼻紙）を取り出し、「三石」と書き直したという。この朱印状は「鼻紙朱印状」と呼ばれ、当寺が今も所蔵している。
江戸時代は、関東一帯で出開帳を行っていたという。

## 文化財
- 木造地蔵菩薩立像（重要文化財 平成28年8月17日指定）[3]
- 野島浄山寺の大鰐口（越谷市指定文化財 昭和42年1月11日指定）[4]
- 浄山寺の朱印状（越谷市指定文化財 昭和47年10月25日指定）[4]

## 交通アクセス
- 路線バス野島停留所より徒歩6分。